# Mike Iuzzolino
Mike Iuzzolino, né le 22 janvier 1968, à Altoona, en Pennsylvanie, est un joueur et entraîneur américano-italien de basket-ball. Il évolue au poste de meneur.

## Palmarès
- Supercoupe d'Italie 1996
- Coupe Korać 1998
- Joueur de l'année de la Northeast Conference 1991
- First-team All-NEC 1990, 1991